# Estación de ferrocarril de Shenzhen
La estación de Shenzhen (en chino, 深圳站; pinyin, Shēnzhèn Zhàn, anteriormente estación de Shum Chun) o estación de Shenzhen Luohu (en chino, 深圳罗湖站; pinyin, Shēnzhèn Luóhú Zhàn) es una estación de ferrocarril de la ciudad china de Shenzhen, en la provincia de Cantón. Fue inaugurada en 1911 y reconstruida en su sitio actual en 1990, frente a la ciudad comercial de Luohu en el distrito de Luohu, y es la terminal sur del ferrocarril de Guangshen.

## Historia
La estación de Shenzhen se abrió por primera vez como Shum Chun, como la última parada de la sección china del ferrocarril Kowloon-Cantón en 1911. Esta estación situada en Dongmen, en lo que entonces era la ciudad comercial de Shenzhen/Shum Chun. Fue reubicado cerca de su ubicación actual en la frontera entre China y Hong Kong, frente a la estación Lo Wu, en 1950. Esta estación fue demolida a su vez en 1983 y sucesivamente reconstruida y remodelada varias veces a su escala actual.

## Servicios
La estación de ferrocarril de Shenzhen será el centro principal de los trenes interurbanos en la provincia de Guangdong, por ejemplo, y sus trenes de larga distancia actuales a Beijing, Shanghai, Chengdu, Guilin y Fuzhou se trasladarán a la estación de ferrocarril de Shenzhen Este en el futuro. Sin embargo, se mantendrán los trenes de alta velocidad actuales entre Shenzhen y la estación de trenes de Guangzhou y la estación de trenes de Guangzhou Este.